# Lizardo Garrido
Lizardo Antonio Garrido Bustamante (Santiago, 25 de agosto de 1957) es un exfutbolista profesional chileno que jugaba de defensa. Desarrolló la mayor parte de su carrera jugando por Colo-Colo, equipo en el cual fue campeón nacional y de la Copa Libertadores.
Es un histórico de Colo-Colo, ya que, junto a Marcelo Ramírez, son los jugadores con más títulos, obtuvo 15 trofeos como jugador (6 Campeonatos nacionales, 6 Copas Chile, 1 Copa Libertadores de América, 1 Recopa Sudamericana, 1 Copa Interamericana). Además, jugando por Colo-Colo fue elegido el mejor jugador chileno de 1981 y el mejor Deportista del Fútbol Profesional de 1984. Jugando por la selección chilena fue internacional en 44 partidos, por Copa América obtuvo el tercer lugar de 1991 en Chile.

## Vida personal
Estudió en el Liceo Miguel Luis Amunátegui. Desde sus años de infancia, en la población Lo Franco (Quinta Normal) le gustaba cambiarse de posición en las pichangas de barrio. A veces era delantero, otras defensa y en algunas también mediocampista. Esa costumbre de ser polivalente lo fue distinguiendo. Se fue a probar a Colo-Colo, en donde no pasó la prueba. Tras seguir mejorando en las canchas de Lo Franco, tuvo 4 pruebas más en el equipo albo, no quedando en ninguna ocasión. Tras las decepciones, su padre le indicó que debía dedicarse a los estudios.
En una tarde de 1973, divisó en su sector al futbolista de Unión Española Raúl Angulo jugando flippers, al ver todas las fichas que compraba, decidió volver a intentarlo en el fútbol. Por recomendación del mismo Ángulo y Guillermo Yávar, se probó en Unión Española, donde no quedó. Luego, un hermano lo recomendó a Washington Urrutia, jefe de las divisiones inferiores de Universidad de Chile, donde tampoco quedó. Finalmente, tras una recomendación de un amigo, volvió a probarse en Colo-Colo, finalmente siendo fichado por las inferiores del equipo.
Tras subir al primer equipo, en 1977 no fue considerado para el primer equipo, por lo que debió buscar equipo. Fue Colchagua de la entonces llamada Segunda División, por recomendación de su excompañero en las juveniles Hernán Ibarra, quien obtuvo su cesión. A fin de temporada, regresó a Colo-Colo, en donde solo entrenaba. Tras disiparse una opción de Magallanes, fue contratado por Trasandino, en donde fue dirigido por Hernan Godoy. 
De regreso en Colo-Colo, formó parte del plantel que enfrentó la Copa Polla Gol 1979, debutando por el equipo como titular el partido debut ante Deportes Aviación, que resultó en derrota por 4-5.Tras no ser considerado nuevamente en el primer equipo, regresa cedido a Colchagua. A fines de 1979, por reglamento, Garrido debía quedar como agente libre, sin embargo tras una  maniobra del dirigente Jorge Vergara, quedó con contrato.
En mayo de 1980, se lesionaron Mario Galindo, Gabriel Rodríguez y Daniel Díaz, abriendo la opción para jugar de Garrido, debutando oficialmente con el equipo albo el 14 de mayo, en una victoria ante Audax Italiano por 5-2 en  partido válido por el campeonato de Primera División. Rápidamente logró ganar el puesto a Mario galindo con destacadas actuaciones, siendo considerado titular en los ciclos de Pedro García, Arturo Salah y Mirko Jozić, hasta el año 1992. Es hasta el día de hoy, el jugador que más veces jugó por Colo-Colo en Copa Libertadores de América con 67 encuentros. 
En 1993 fichó por el Santos Laguna mexicano, donde se retiraría ese mismo año siendo un ídolo para la hinchada alba.

### Matrimonio
Estaba casado con Myriam Peña, la historia de El “Chano” con su compañera de vida se remonta a 1977, cuando Lizardo fue enviado a préstamo a Colchagua Club de Deportes en San Fernando, donde la conoció, ya que se hospedaba en una pensión que era de su padre. Jaime Vera, quien compartió el camarín con el zaguero y amigo de la familia, recordó el inicio del amor: "El Chano se enamoró por el estómago, porque él vivía en una pensión en Colchagua. Ella era quien cocinaba y por ahí se empezó a enamorar. Ellos tenían una relación muy linda y para el ‘Chano’ ella era fundamental. Su esposa falleció el 3 de febrero del 2018, producto de un cáncer al pulmón.

### Salud
En julio de 2022 presentó una  leucemia linfoblástica aguda, que le mantuvo por 73 días hospitalizado, hecho que generó preocupación a todo el mundo futbolístico nacional chileno. Fue dado de alta tras recibir un tratamiento de  células madre, donadas por su hija.

## Selección nacional
Por la selección nacional debutó el 10 de marzo de 1981 frente a Colombia. Fue internacional en 44 partidos. Con la "Roja" disputó las Eliminatorias Mundiales España 82 y México 86, la Copa América Chile ’91 y el Mundial España 82. Su último partido fue frente a Brasil el 26 de junio de 1991. Es considerado como uno de los mejores defensas centrales en la historia del fútbol chileno.
Presencias y goles :44 partidos y 4 goles   
Debut :10/03/1981  
Último partido :26/06/1991

## Participaciones internacionales con la Selección

### Participaciones en Copas del Mundo
| Mundial                        | Sede   | Resultado     |
| ------------------------------ | ------ | ------------- |
| Copa Mundial de Fútbol de 1982 | España | Primera ronda |

### En Copa América
| Torneo            | Sede  | Resultado    |
| ----------------- | ----- | ------------ |
| Copa América 1991 | Chile | Tercer lugar |

### En Eliminatorias Sudamericanas
| Eliminatorias                    | Equipo            | Resultado   |
| -------------------------------- | ----------------- | ----------- |
| Eliminatorias Sudamericanas 1982 | Selección chilena | Clasificado |
| Eliminatorias Sudamericanas 1986 | Selección chilena | Eliminado   |

## Clubes
| Club                  | País   | Año       |
| --------------------- | ------ | --------- |
| Colo-Colo             | Chile  | 1975-1993 |
| → Colchagua (cedido)  | Chile  | 1977      |
| → Trasandino (cedido) | Chile  | 1978      |
| → Colchagua (cedido)  | Chile  | 1979      |
| Santos Laguna         | México | 1993      |

## Palmarés

### Campeonatos nacionales
| Título                    | Club      | País  | Año  |
| ------------------------- | --------- | ----- | ---- |
| Copa Chile                | Colo-Colo | Chile | 1981 |
| Primera División de Chile | Colo-Colo | Chile | 1981 |
| Copa Chile                | Colo-Colo | Chile | 1982 |
| Primera División de Chile | Colo-Colo | Chile | 1983 |
| Copa Chile                | Colo-Colo | Chile | 1985 |
| Primera División de Chile | Colo-Colo | Chile | 1986 |
| Copa Chile                | Colo-Colo | Chile | 1988 |
| Copa Chile                | Colo-Colo | Chile | 1989 |
| Primera División de Chile | Colo-Colo | Chile | 1989 |
| Copa Chile                | Colo-Colo | Chile | 1990 |
| Primera División de Chile | Colo-Colo | Chile | 1990 |
| Primera División de Chile | Colo-Colo | Chile | 1991 |

### Campeonatos internacionales
| Título              | Club      | País  | Año  |
| ------------------- | --------- | ----- | ---- |
| Copa Libertadores   | Colo-Colo | Chile | 1991 |
| Recopa Sudamericana | Colo-Colo | Chile | 1992 |
| Copa Interamericana | Colo-Colo | Chile | 1992 |

### Distinciones individuales
| Distinción                                      | Año  |
| ----------------------------------------------- | ---- |
| Mejor jugador chileno del año                   | 1981 |
| Mejor Deportista del Fútbol Profesional (Chile) | 1984 |